# Kiyoshi Saitō
Kiyoshi Saitō (jap. 斎藤 清, Saitō Kiyoshi; * 30. September 1962 in Shōnai) ist ein japanischer Tischtennisspieler mit internationaler Karriere in den 1980er und 1990er Jahren. Er nahm an sechs Weltmeisterschaften sowie an der Olympiade 1988 teil.

## Werdegang
Mit 13 Jahren begann Kiyoshi Saitō intensiv mit dem Tischtennissport. Später bildete er an der Meiji-Universität zusammen mit Jūzō Nukazuka und Takehiro Watanabe eine Trainingsgruppe unter Leitung von Gorō Shibuya. 1978 wurde er Mittelschulmeister in der Altersklasse 13 bis 15, 1981 Oberschulmeister im Einzel, Doppel und Mixed in der Altersklasse 16 bis 18. Von 1982 bis 1984 wurde er dreimal in Folge Japanischer Hochschul-Meister. Später wurde er unter anderem von Nobuhiko Hasegawa und Shigeo Itō trainiert.
Kiyoshi Saitō ist Linkshänder. Er bevorzugt ein Angriffsspiel, bei dem er mit Topspins einen finalen Schmetterball vorbereitet.
Von 1982 bis 1992 gewann Kiyoshi Saitō 17 Titel bei den nationalen japanischen Meisterschaften, nämlich acht im Einzel, vier im Doppel und fünf im Mixed. Von 1983 bis 1993 nahm er an sechs Weltmeisterschaften teil, wo er am erfolgreichsten mit der Mannschaft abschnitt: 1983 kam diese auf Platz fünf, 1985 auf vier, sowie 1987 und 1989 auf Platz sechs. Bei den Asian Games 1982 holte er Silber im Einzel und im Mannschaftswettbewerb, im gleichen Jahr erreichte er bei der Asienmeisterschaft im Einzel das Halbfinale und im Teamwettbewerb das Endspiel.
1988 qualifizierte er sich für die Teilnahme an den Olympischen Spielen. Hier scheiterte er sowohl im Einzel als auch im Doppel mit Takehiro Watanabe bereits in den Gruppenspielen und verpasste damit die Hauptrunde. Bei seinen fünf Auftritten beim World Cup wurde er 1984 Vierter und 1990 geteilter Fünfter.
In der ITTF-Weltrangliste wurde Kiyoshi Saitō im Oktober 1983 auf Platz fünf geführt.
Kiyoshi Saitō bestritt sehr viele Wettkämpfe, sowohl für den japanischen Verband als auch für seinen Sponsor Nissan Motors. Dies führte zu einer Überbeanspruchung und in der Folge zu Problemen mit seiner linken Schulter, die ihn seit 1983 beeinträchtigten. 1993 beendete er seine internationale Karriere.

## Privat
Kiyoshi Saitō ist mit der japanischen Tischtennisspielerin Yoshiko Shimauchi verheiratet, die 1978 und 1981 die japanische Meisterschaft im Einzel gewann. Das Paar hat zwei Söhne.